# Howard Zehr
Howard Zehr (nascido em 2 de julho de 1944) é reconhecido mundialmente como um dos pioneiros da justiça restaurativa. 

## Dados biográficos

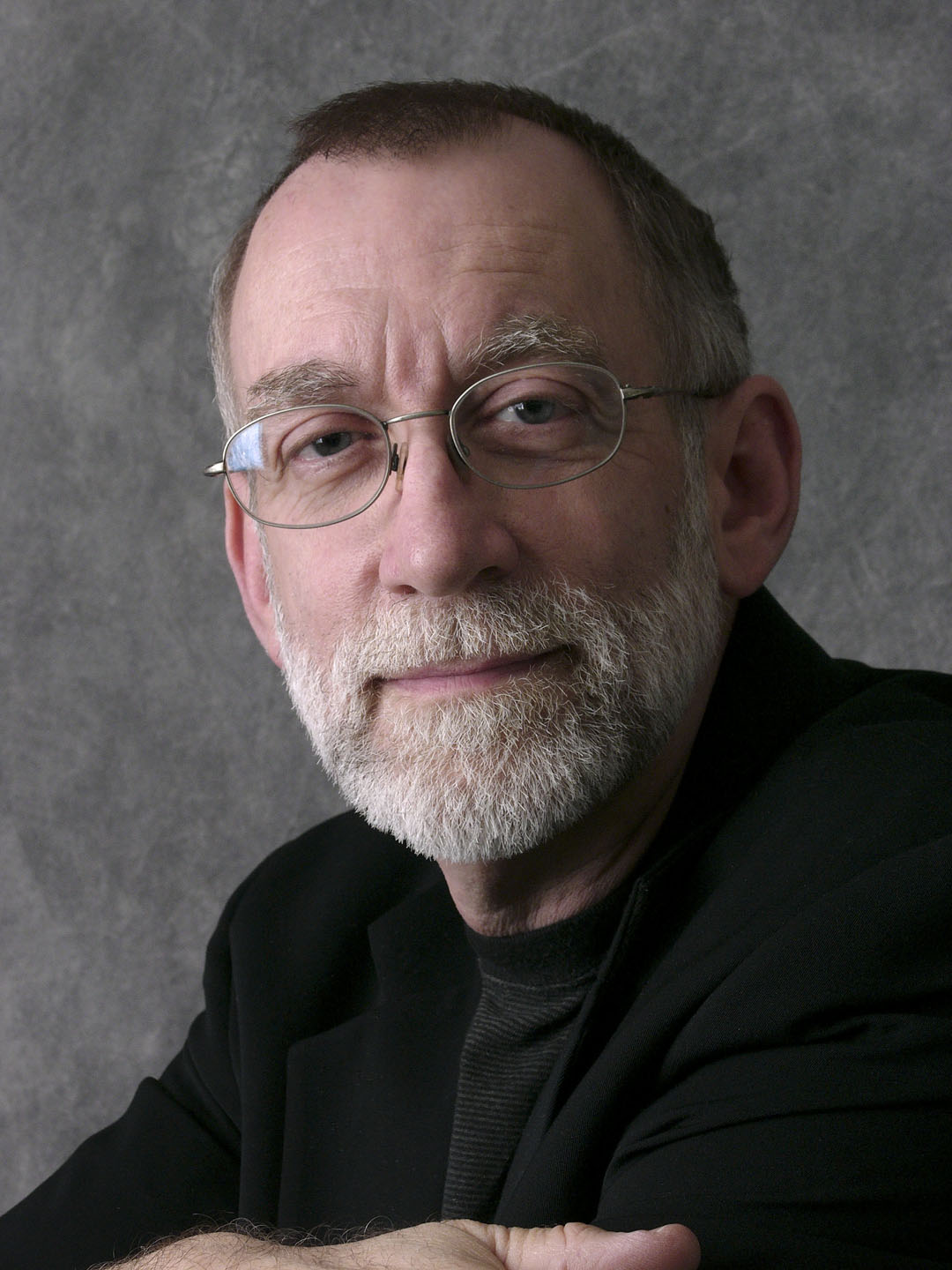
Howard Zehr.

Sua proposta de trabalho ampliou-se vastamente durante o primeiro programa de encontro vítima infrator nos Estados Unidos. Seu livro, Changing Lenses:  A New Focus for Crime and Justice (Trocando as Lentes: Um Novo Foco sobre Crime e Justiça) é considerada uma obra fundamental no âmbito da justiça restaurativa.
Atualmente é professor de Sociologia e Justiça Restaurativa na Eastern Mennonite University, no graduate Conflict Transformation Program (curso de graduação Programa de Transformação de Conflitos) em (Harrisonburg (Virgínia)), Estados Unidos, e co-diretor do Center for Justice and Peacebuilding.
Anteriormente, Howard atuou por 19 anos como diretor do Departamento de Crime e Justiça do Comitê Central Menonita dos Estados Unidos. Além disso, ele foi fundador e Diretor da Elkhart County PACT, agora o Centro de Justiça Comunitária, o primeiro programa de reconciliação entre vítimas e infratores dos Estados Unidos.
Ele começou sua carreira na área jurídica como Professor Associado e Co-diretor do curso de Ciências Sociais e Projeto de Lei da Universidade de Talladega, na cidade de Talladega (Alabama).
Howard também trabalhou profissionalmente como fotógrafo e fotojornalista na América do Norte e internacionalmente. 
Além de professor e escritor, Howard Zehr é também consultor, conferencista e multiplicador internacional, atendendo a profissionais de direito e instituições no mundo todo. Durante o julgamento do terrorista americano Timothy McVeigh (1997), que perpetrou o atentado de Oklahoma em Oklahoma City, Oklahoma, ao explodir o Edifício Federal Alfred P. Murrah que, entre outros, abrigava um escritório do FBI, Howard foi nomeado pelo tribunal federal americano para ajudar a defesa no trabalho com as vítimas, uma iniciativa nova há época.
Em 2003 ganhou o prêmio International Prize for Restorative Justice da Prison Fellowship International’s Centre for Justice and Reconciliation. Também ganhou o Community of Christ International Peace Award no ano de 2006.
Howard Zehr continua atuando dentro do sistema de justiça criminal dos Estados Unidos, dando suporte ao trabalho com as vítimas.
Hoje vem orientando seu trabalho de pesquisa para o estudo das vítimas na justiça restaurativa e da sua aplicação nos casos de violência grave.